# Мальмберг, Виктор

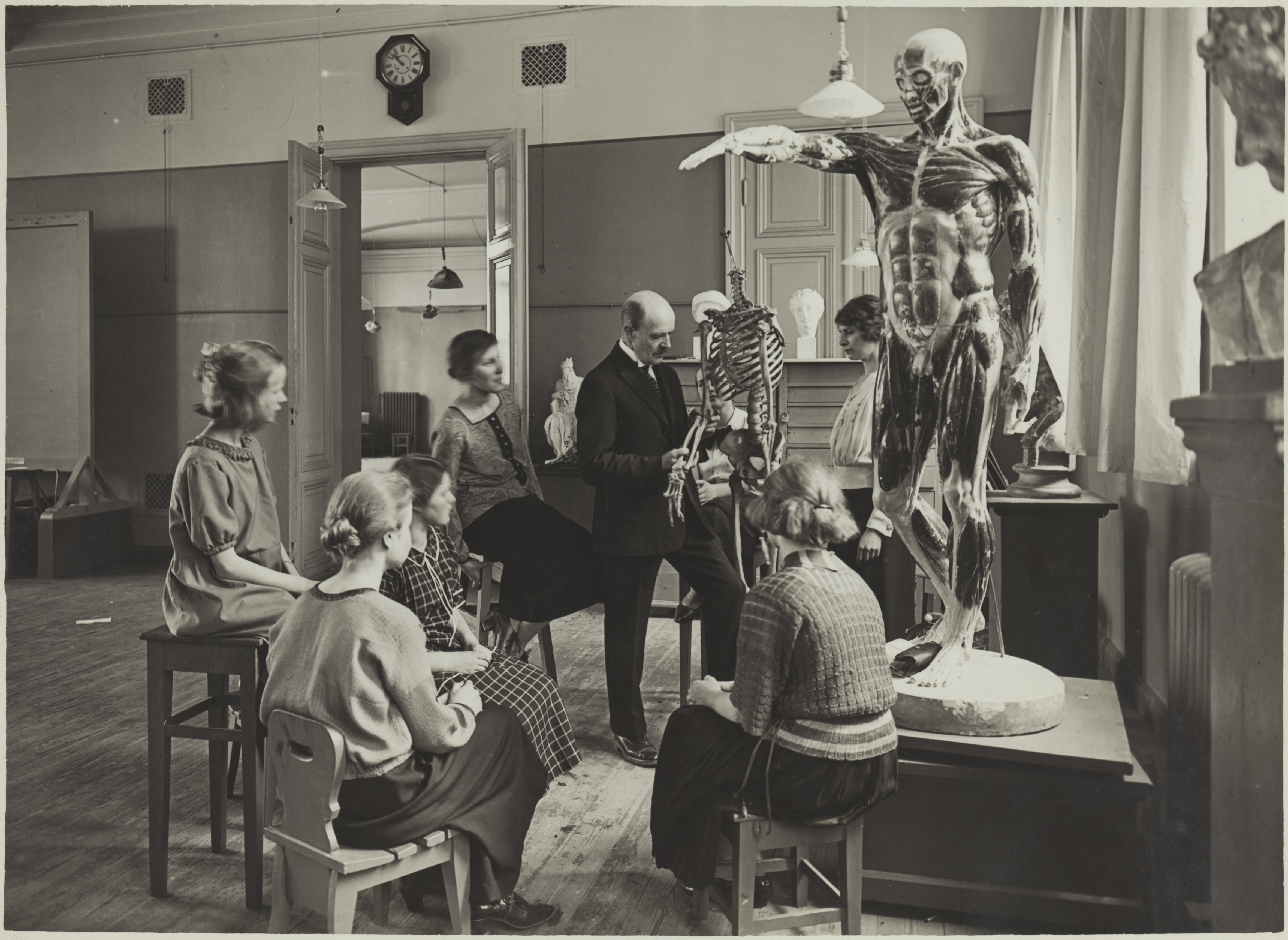
Виктор Мальберг ведёт занятие по анатомии, 1920-е годы.

Нильс Виктор Альбин Мальмберг (20 июня 1867, Уусикаарлепюу — 30 октября 1936, Хельсинки) — финский скульптор.

## Биография
Мальмберг учился в 1890—1892 годах в Центральной школе декоративно-прикладного искусства у Роберта Стигелла, затем в Академии Жюлиана в Париже. Дебютировал на выставке финских художников в 1895 году. С 1902 года и до своей смерти, Мальмберг работал преподавателем в Академии изящных искусств (Хельсинки), а также преподавал в Хельсинкском технологическом университете (1908—1934). Среди его наиболее известных работ — мраморный бюст скульптора Карла Энеаса Сьёстранда и бронзовая скульптура Водоноска (Vadenkantaja, 1923). Последняя находится в парке Туве Янссон, район Катаянокка, Хельсинки.

## Работы

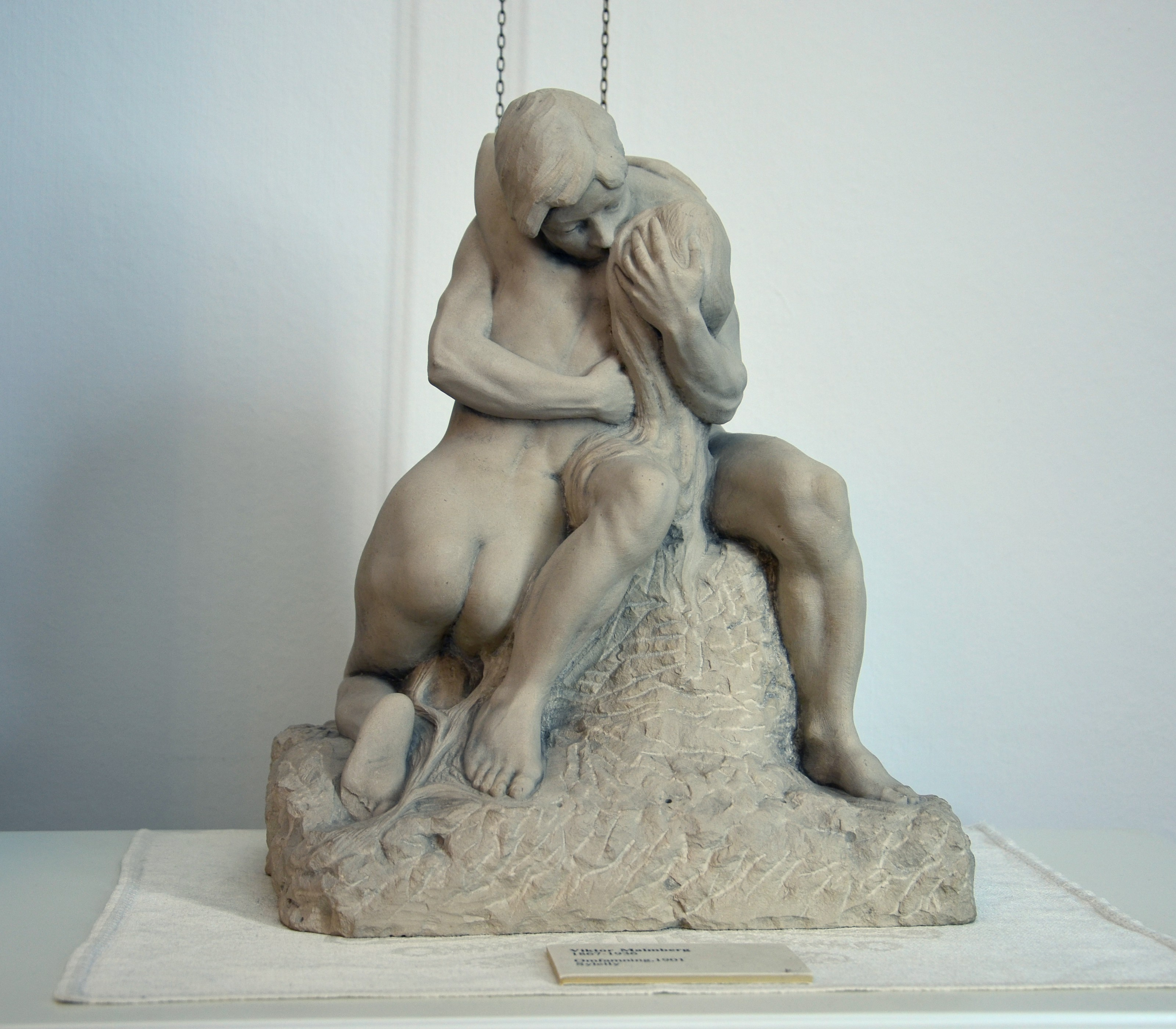
Объятие, 1901
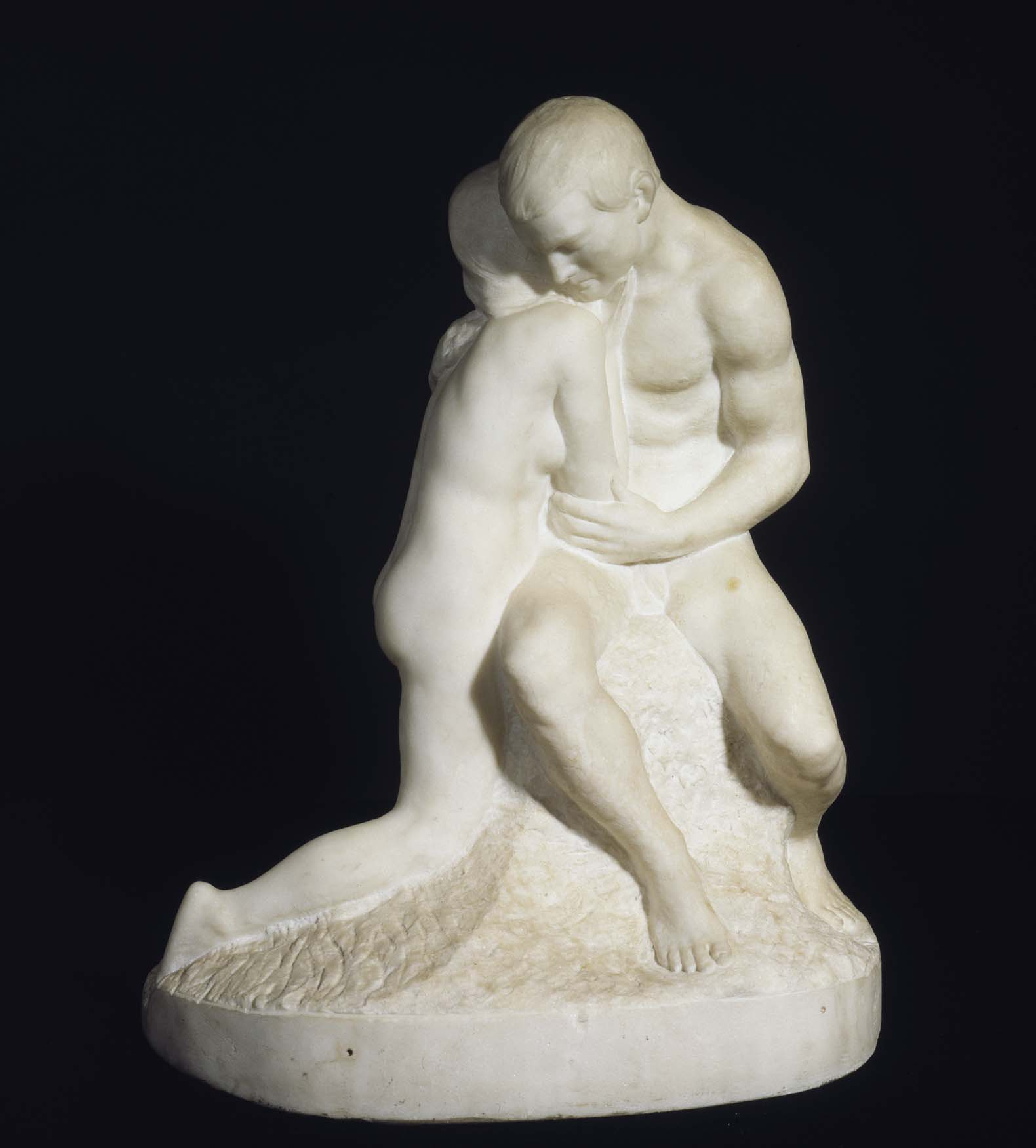
Утешение
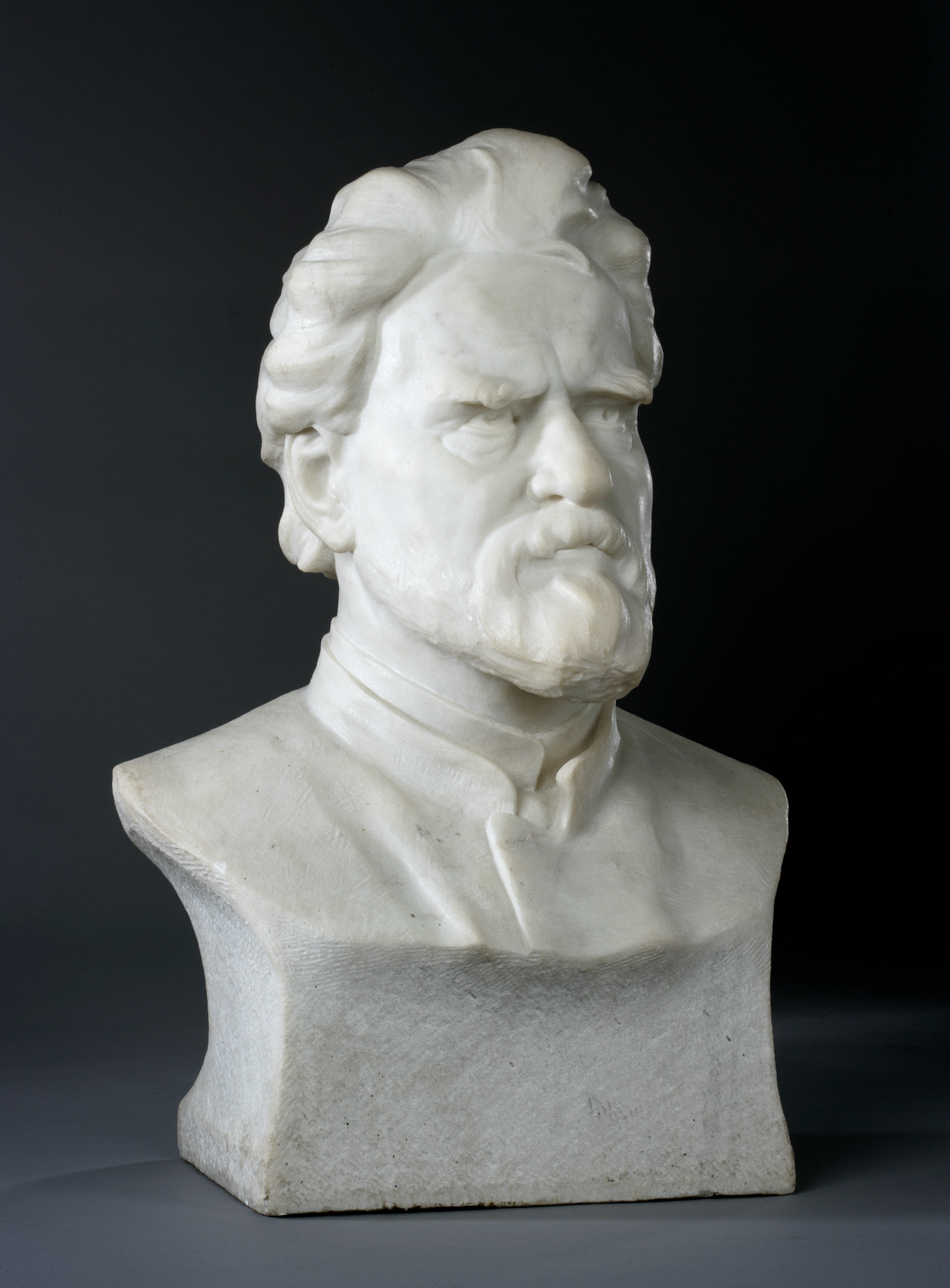
Бюст скульптора Карла Энеаса Сьёстранда, 1904
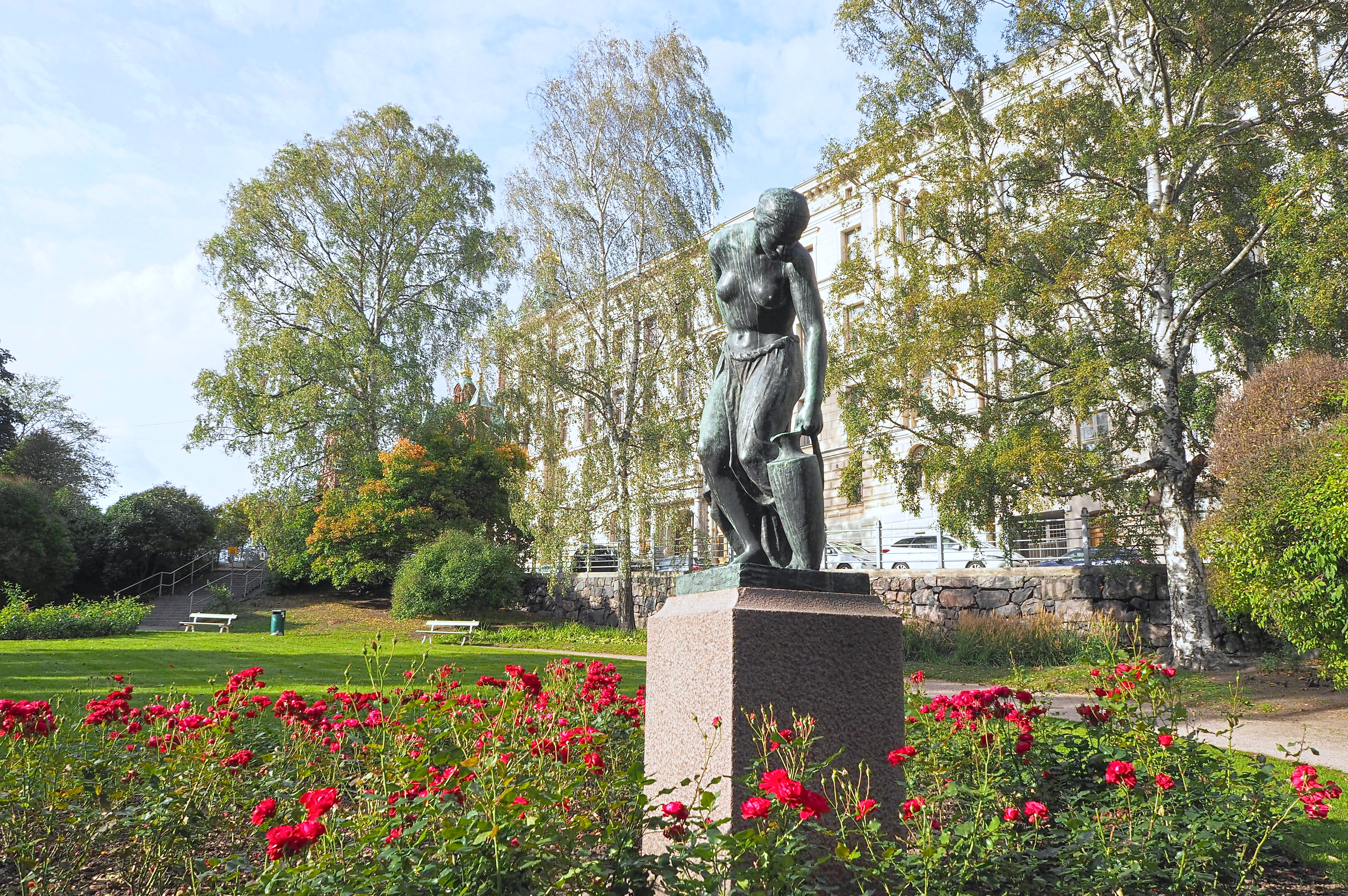
Водоноска, 1923